# 톨너
톨너(헝가리어: Tolna)는 헝가리 톨너주의 도시로 면적은 71.08km2, 인구는 11,518명(2010년 기준), 인구 밀도는 162.04명/km2이다. 섹사르드에서 북쪽으로 약 10km, 부다페스트에서 남쪽으로 약 135km 정도 떨어진 곳에 위치한다.

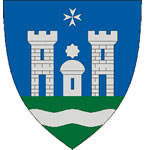
시 문장